# 윤도

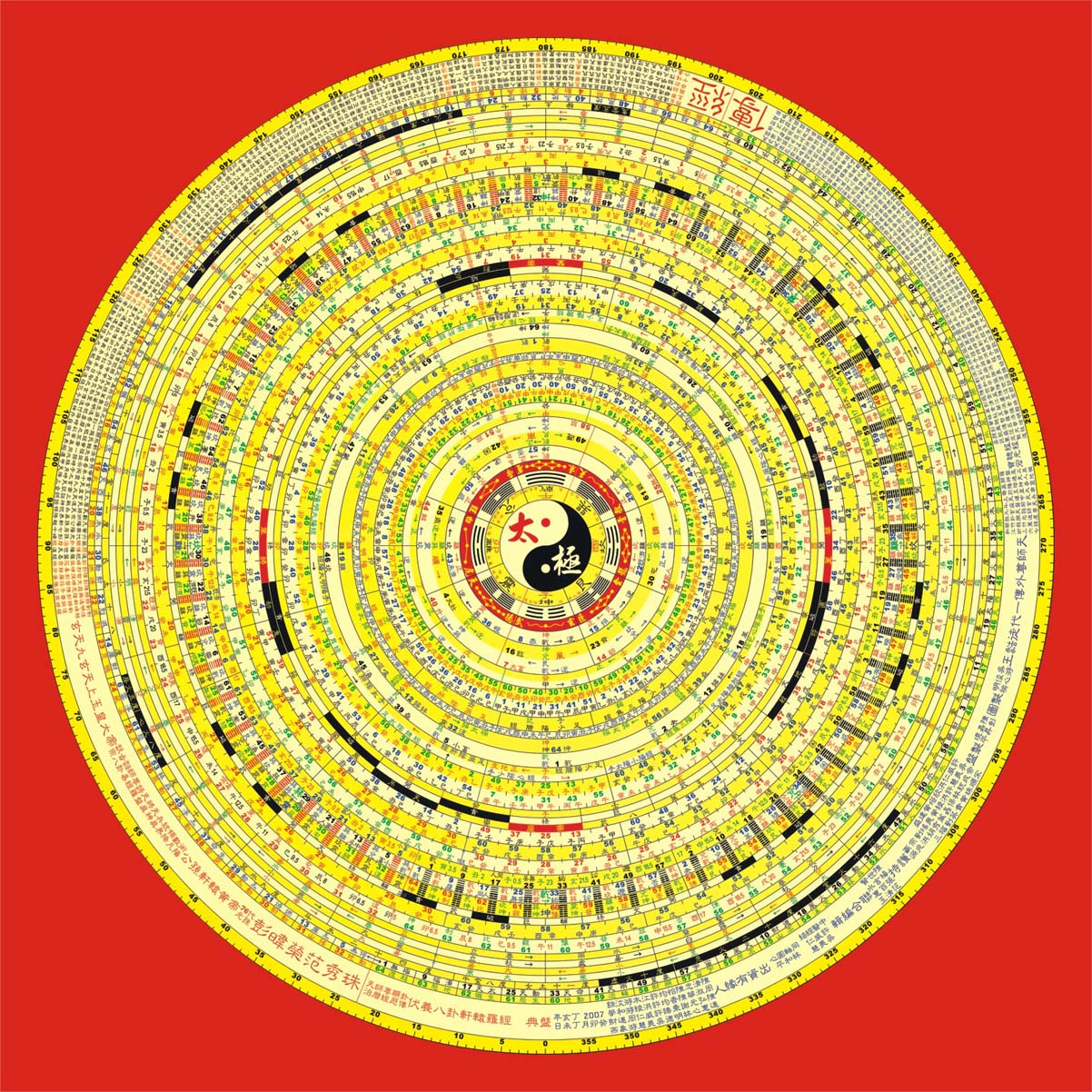

윤도(輪圖, 문화어: 륜도)는 정중앙에 지남침을 장착한 둥그런 원판에 24방위를 표기하여 방향 가늠과 풍수지리 탐색에 사용되던 고대 및 중세 동아시아의 도구이다. 천문학, 음양오행 사상 등 동양의 우주관과 세계관이 반영된 대표적인 도구이다. 윤도는 천문학이 발달하기 시작한 삼국 시대부터 쓰였을 것이라고 짐작되나, 조선 시대에 그 사용이 일반에 널리 퍼졌다. 특히, 뱃사람이나 여행자, 농사꾼, 집터나 묘자리를 찾는 지관(地官) 등이 남북(南北)을 정하고 방향을 볼 때 사용하였다.

## 구조
윤도는 중앙의 자침을 중심으로 동심원의 숫자에 따라 1층부터 많게는 36층까지 다양한 크기가 있고, 방위를 읽는 동심원에는 음양(陰陽)·십간(十干)·십이지(十二支)가 적혀 있으며, 추가로 오행(五行)·팔괘(八卦) 역시 병기되어 있다. 특별한 장식 없이 7~9층 정도로 구성된 평철(平鐵)이 가장 보편적으로 많이 사용되는 형태다. 한편, 조선 시대 사대부들은 여름철 부채에 2~3층 정도로 작은 휴대용 나침반인 선추(扇錘)를 달았는데, 선추의 표면에 아름다운 조각을 새겨 실용적인 멋을 추구하기도 했다.

## 제작

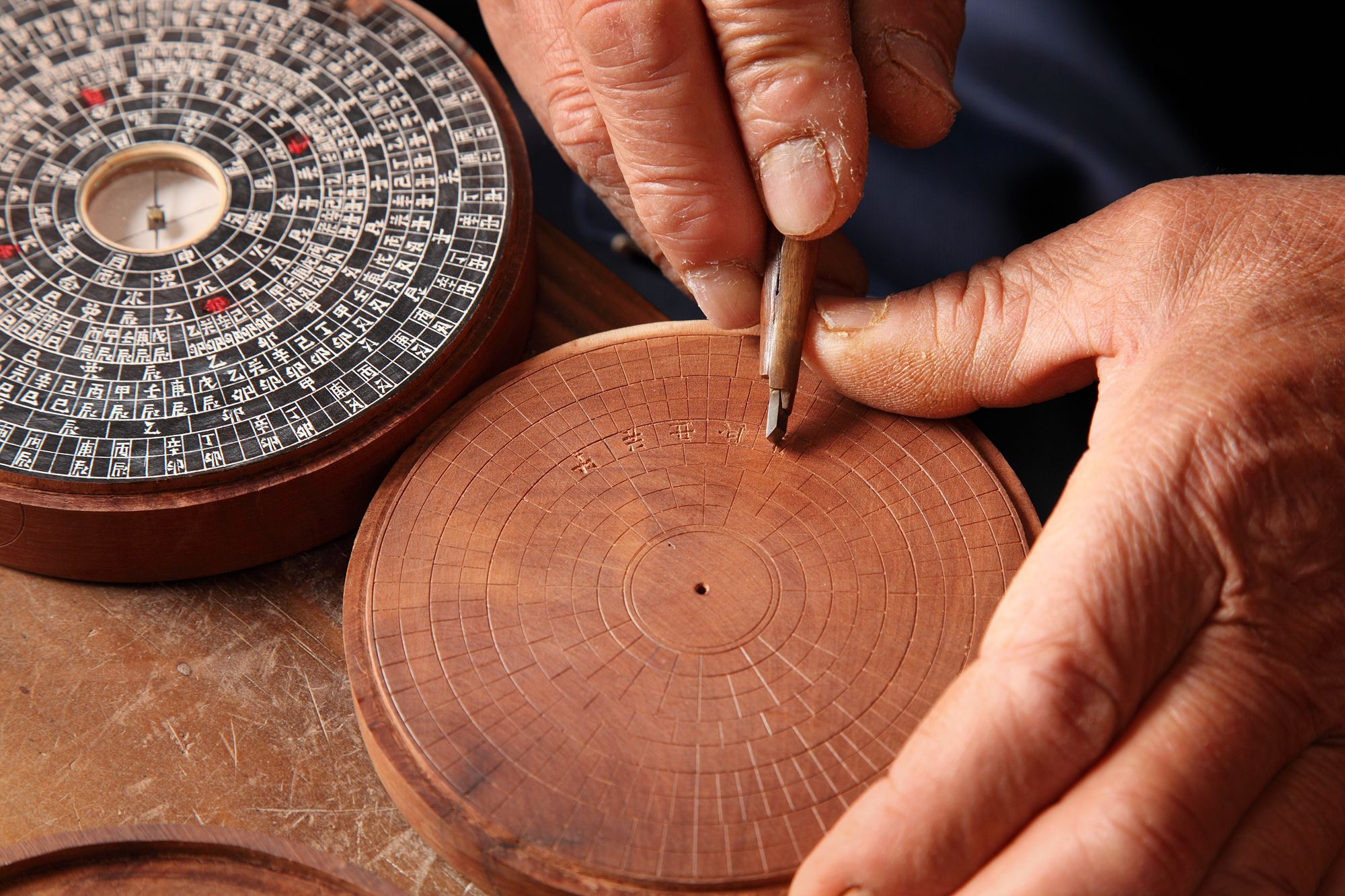
윤도를 만드는 장인

윤도의 가장 일반적인 형태인 평철은 나무를 원통형으로 깎아 모양 만들기, 중심과 층수를 정해 정간(定間)하기, 각자(刻字) 하기, 먹칠하기, 중앙원 다듬기, 옥돌 가루 칠하기, 주사(朱砂) 입히기, 자침(磁針) 만들기 등 여러 공정을 거쳐 만들어진다. 특히, 나무 표면에 작은 글씨를 새겨야 하는 각자 작업은 윤도장의 핵심 기술로 고도의 집중력이 요구되는 세밀한 공정이다.